# 李伟男
李伟男（1957年—2014年10月9日），中国男子铁饼运动员。他曾获得1978年亚洲运动会、1982年亚洲运动会和1986年亚洲运动会男子铁饼金牌。他于2014年10月9日因心脏病去世。